# Sampiero Corso
Sampiero Corso, conosciuto anche come Sampiero di Bastelica o Gian Pietro da Bastelica (Bastelica, 23 maggio 1498 – Eccica-Suarella, 17 gennaio 1567), è stato un mercenario e generale italiano, fra i primi a invocare l'indipendenza della Corsica da Genova, e per questo considerato un patriota dal nazionalismo corso.

## Biografia
A soli 14 anni era già al servizio di papa Leone X come mercenario. Tuttavia Sampiero rimarrà praticamente tutta la sua vita al servizio dei francesi contro Genova.
A partire dal 1535 il suo destino e quello della sua famiglia saranno legati a quelli del sovrano di Francia Francesco I, dal quale nel 1547 ricevette il grado di colonnello quale capo delle milizie mercenarie còrse al servizio del re.

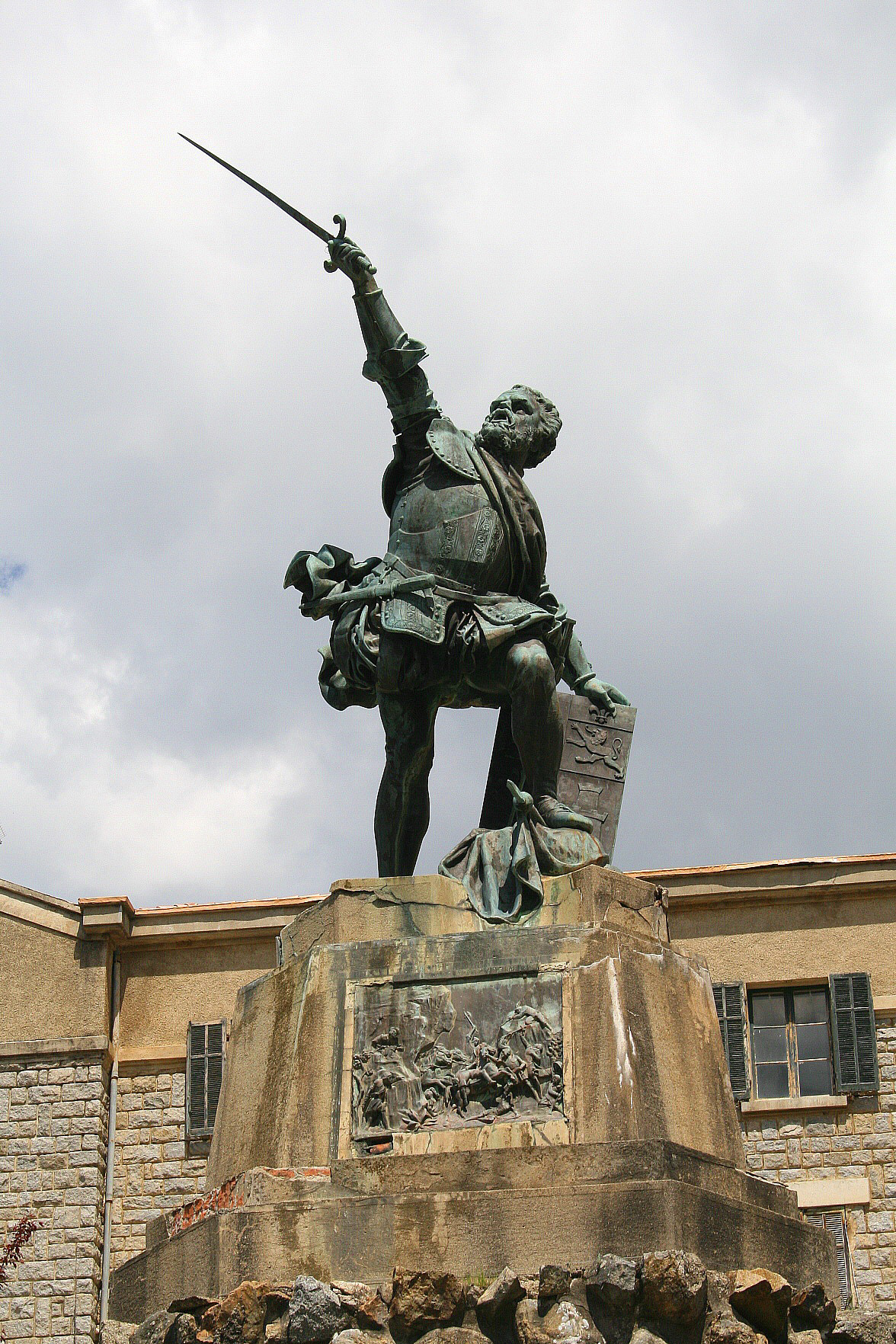
Monumento a Sampiero nella piazza di Santo, nel comune di Bastelica

Nel 1545, all'età di 47 anni, sposò Vannina d'Ornano di soli 15 anni, figlia di Francesco d'Ornano, un signore feudale con ampi possedimenti e che si diceva imparentato con i Colonna.
Dopo alcuni anni tornò al servizio della Francia, ma stanco della guerra che si combatteva contro i Savoia andò a Roma dove Paolo III sembrava promettere una carica di maggior prestigio. Sfumata la speranza tornò in Corsica dove il Governatore Gian Maria Spinola lo fece arrestare sospettandolo di aver rapporti con gli esuli ostili al governo di Genova. Rimesso in libertà su richiesta della Francia, Sampiero tornò al servizio del re Enrico II per combattere in Piemonte.
Nel 1553, con l'appoggio del Maresciallo Paul de la Barthe de Termes, organizzò una spedizione per recarsi in Corsica e fomentare una ribellione contro Genova, imbarcandosi sulla flotta dell'Ammiraglio francese barone Polin de la Garde giunta sulla costa nei pressi di Siena. Con lui erano anche i condottieri Giovanni di Torino e il Duca della Somma (della famiglia napoletana dei Sanseverino, ribellatisi agli spagnoli nel 1528, e rifugiatisi in Francia), insieme ai corsi Bernardino e Pier Giovanni d'Ornano, Altobello e Raffaele Gentili da Brando, Piergiovanni della Valentara e Ambrogio de Battisti. Salpata a metà di agosto la flotta francese, si riunì con la flotta ottomana e il 20 di agosto sbarcò le truppe presso Bastia, che fu rapidamente conquistata anche per l'ostilità che provava gran parte della popolazione verso la dominazione genovese. La rivolta si propagò rapidamente in tutta l'isola e rimasero in mano alla Repubblica solo le cittadine di Bonifacio e Calvi e le zone circostanti. Sampiero e il Maresciallo Termes decisero di separare la flotta e condurre l'attacco in due direzioni diverse: la flotta turca con alcune squadre francesi avrebbero attaccato Bonifacio, mentre il rimanente della flotta francese avrebbe puntato su Calvi. Il maresciallo rimase a Bastia con i battaglioni italiani a coordinare la guerra, mentre Sampiero attaccò con i suoi soldati corsi la cittadina di Corte, dove i genovesi cercavano di attestarsi.
Nel frattempo il corsaro turco Dragut, comandante della flotta turca, attaccò Porto Vecchio che capitolò senza resistenza e, giunto a Bonifacio, sbarcò le truppe e iniziò un assedio durato una ventina di giorni. Mentre Bonifacio veniva conquistata dopo una dura resistenza, i soldati guidati da Sanpiero insieme ai valloni comandati dal Vallerone, presa Corte, giunsero a Calvi, raggiunti anche dalla flotta del barone Polin al quale si era unito Jacopo Santo da Mare signore di Capo Corso. Intanto i Commissari della Repubblica si era rifugiati ad Aiaccio e da lì erano fuggiti dall'isola: anche questa città lasciò entrare i rivoltosi senza resistenza. Rimaneva dunque solo avamposto in mano ai genovesi, Calvi assediata.
Intanto però Genova organizzava una spedizione al comando di Agostino Spinola, di tremila fanti italiani e mille spagnoli, ausiliari sotto comando del mastro di campo Don Lorenzo Figheroa, imbarcati su 27 galere e sbarcati ad Erbalunga. Al loro passaggio bruciarono e distrussero i villaggi corsi e raggiunsero Calvi dove si attestarono in attesa del grosso dell'esercito che si stava organizzando con l'appoggio, l'aiuto finanziario e le truppe dell'Imperatore, tramite il governatore di Milano, e del Granduca di Firenze: 8 000 fanti e 500 cavalieri imbarcati su navi onerarie e su 36 galere. 
Andrea Doria fu nominato supremo generale. A causa del mare mosso che impedì per diciotto giorni alla flotta di salpare solo il 10 novembre partì da Genova e raggiunse il 15 novembre il golfo di San Fiorenzo, cittadina che fu presto posta sotto assedio con l'aiuto delle truppe dello Spinola. Vistisi in difficoltà le truppe francesi e corse guidate da Giordano Orsino, Bernardino da Ornano e Teramo da San Fiorenzo effettuarono una sortita che costrinse le truppe genovesi a trincerarsi e ad attestarsi intorno alla città mentre sopraggiungeva la brutta stagione. Il Doria, isolata la città anche dal mare, decise di inviare dodici galere colme di truppe comandate da Don Santo da Leva alla volta di Bastia, dove giunse il 23 novembre. I corsi abbandonarono la città e si attestarono a Furiani, mentre la fortezza, dove resistevano soldati guasconi, si arrese sei giorni dopo. Il 1554 iniziò con il protrarsi dell'assedio di San Fiorenzo e con le truppe guidate da Sampiero congiuntesi con quelle del Thermes impegnate a romperlo. Giunse intanto Filippo Strozzi, partito con diciassette galere da Marsiglia con l'incarico di luogotenente per l'Italia, che sbarcò ad Aiaccio insieme ad una compagnia di corsi guidati da Teramo della Bastelica, nipote di Sampiero. Poi si incontrò con Sampiero a Corte dove gli consegnò le patenti del re di Francia nelle quali era stato nominato Mastro di campo generale di tutti gli italiani sull'isola. Filippo Strozzi riprese il viaggio imbarcandosi a Bonifacio per dirigersi alla volta di Civitavecchia.
La sua storia ispirò la tragedia Otello di William Shakespeare.

## Galleria d'immagini

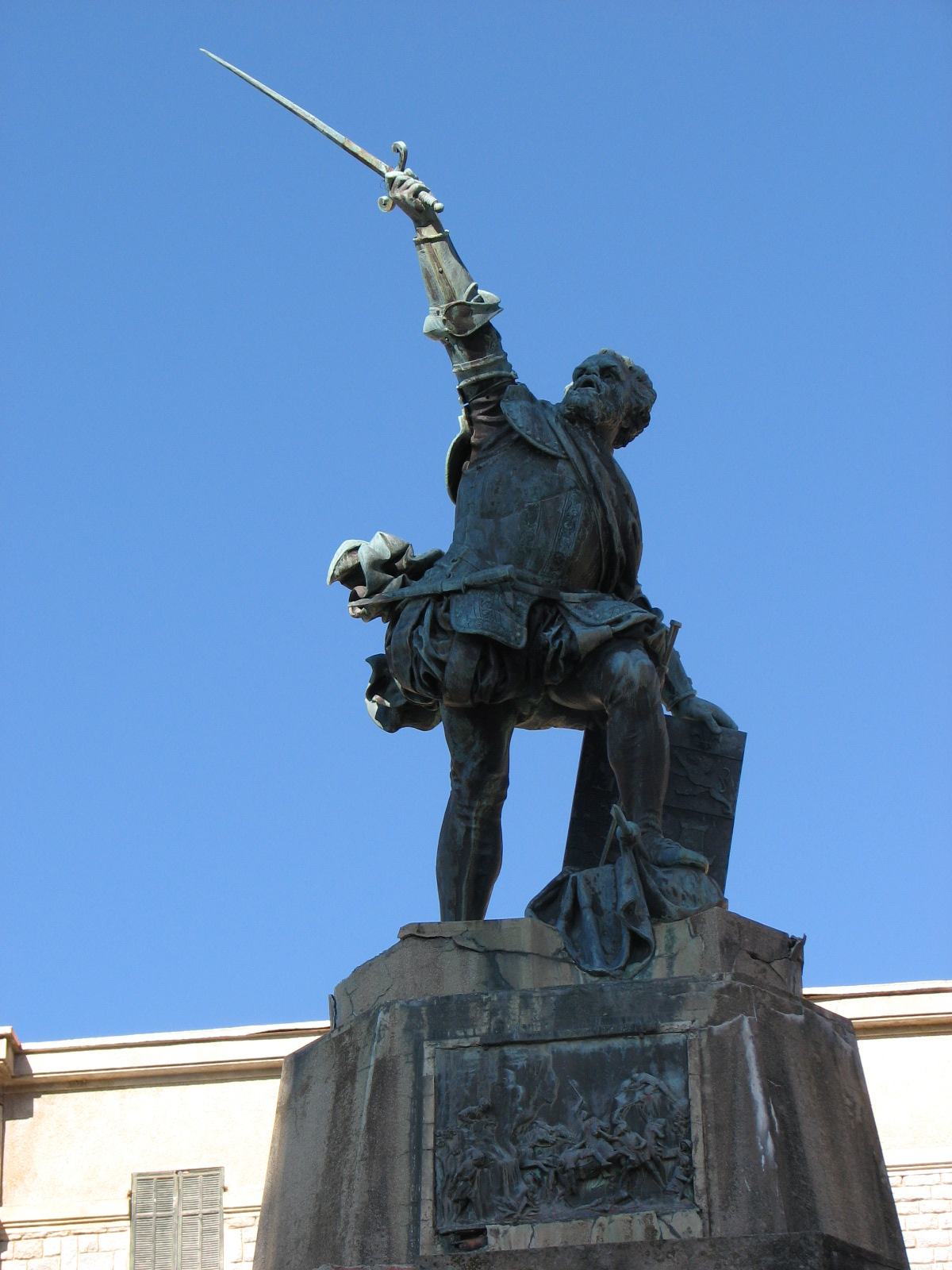
Statua di Sampiero Corso a Bastelica
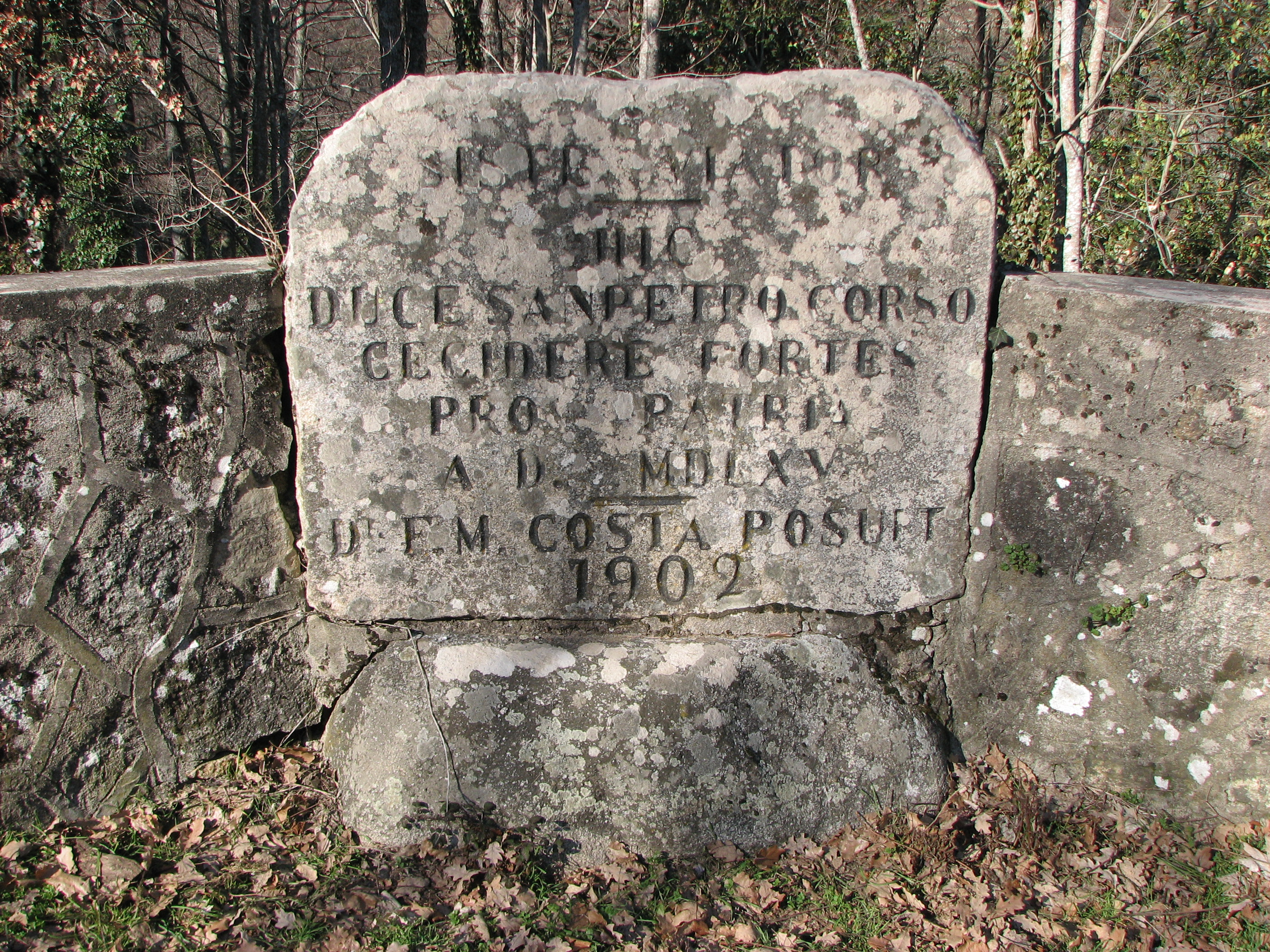